# Axplock från Bahá'u'lláhs skrifter
Axplock från Bahá'u'lláhs skrifter är en sammanställning av skrifter författade av bahá'í-trons grundare Bahá'u'lláh från 1852 och 40 år framåt. Det är Bahá'u'lláhs sondotterson Shoghi Effendi, trons överhuvud 1921–1957, som gjort urvalet och översatt texterna från arabiska och persiska till engelska. Axplock från Bahá'u'lláhs skrifter publicerades för första gången år 1935, och det har sedan översatts till många språk.

Axplock består av 
| ” | ett urval av de mest karaktäristiska och hittills opublicerade texterna bland dem som inryms i de omistliga verk som omfattas av Bahá'u'lláhs uppenbarelse , skrev Shoghi Effendi om den färdiga sammanställningen. | „ |

Den 276 sidor långa svenska upplagan av Axplock från Bahá'u'lláhs Skrifter, som utgavs 1978, är indelad i 165 kortare avsnitt som är numrerade men saknar namn.  Boken brukar emellertid indelas i fem delar:
- Guds dag" (avsnitten 1–18)
- Gudsmanifestationen (avsnitten 19–69)
- Själen och dess odödlighet (avsnitten 70–99)
- Världsordningen och Den större freden (avsnitten 100–121)
- Den enskildes skyldigheter och livets andliga betydelse (avsnitten 122–166)

Ett omfattande rekonstruktionsarbete har genomförts så att de olika textavsnitten numera kan knytas till Bahá'u'lláhs originalverk i den s.k. Leidens lista.
Några av de verk som helt eller delvis inkluderats i Axplock från Bahá'u'lláhs skrifter är:
- Epistle to the Son of the Wolf (finns ej översatt till svenska)
- Bahá'u'lláhs förborgade ord [3]
- Kitáb-i-Aqdas – bahá'í-trons heligaste bok (finns ej översatt till svenska)
- Kitáb-i-Íqán (Visshetens bok) [4]

Texter som återfinns i Axplock från Bahá'u'lláhs skrifter har publicerats i ett mer utvecklat sammanhang i följande sammanställningar:
- The Summons of the Lord of Hosts (finns ej översatt till svenska)
- The Tabernacle of Unity (finns ej översatt till svenska)
- Tablets of Bahá'u'lláh Revealed After the Kitáb-i-Aqdas (finns ej översatt till svenska)[5]

Beroende på sitt breda innehåll är Axplock ett av de första verken av Bahá'u'lláh som människor läser. 